# Vassurány
Vassurány là một thị trấn thuộc hạt Vas, Hungary. Thị trấn này có diện tích 10,09 km², dân số năm 2010 là 803 người, mật độ 80 người/km².